# أدولفو كاليستو
أدولفو أنطونيو دا لوز كاليستو (1 يناير 1944 - 29 أغسطس 2024)، (المعروف ببساطة باسم أدولفو)، هو لاعب كرة قدم برتغالي، لعب في مركز الظهير الأيسر وكان أحد أفضل اللاعبين في نادي بنفيكا والمنتخب البرتغالي خلال الستينيات والسبعينيات من القرن العشرين.

## الألقاب
- الدوري الأول : 1967–68، 1968–69، 1970–71، 1971–72، 1972–73، 1974–75 [2]
- كأس البرتغال :[3] 1968–69، 1969–70، 1971–72
- دوري أبطال أوروبا : وصيف 1967–68

## روابط خارجية
- أدولفو كاليستو على فرق كرة القدم الوطنية.كوم